# 林聖子
林　聖子（はやし せいこ、1928年〈昭和3年〉3月16日 - 2022年〈令和4年〉2月23日）は、日本の飲食店経営者。文壇バー「風紋」の元マダム。

## 来歴
東京・笹塚に生まれる。太宰治の小説『メリイクリスマス』のモデルとなる。生前の太宰治に会ったことがある数少ない証言者である。聖子が太宰治と始めて会ったのは、1941年（昭和16年）の夏、高円寺。
戦後、新潮社、筑摩書房勤務、舞台芸術学院、劇団青俳所属を経て、1961年（昭和36年）、新宿に「風紋」を開店。
2018年（平成30年）6月28日閉店。閉店した風紋の所在地は、東京都新宿区新宿5丁目。
2022年（令和4年）2月23日、老衰のため死去。93歳没。

## 人物
洋画家の林倭衛の娘として生まれた。倭衛は1921年（大正10年）にパリに旅立ち、文化人がたむろするモンパルナスの一角に住み、刺激的な日々を送っていた。1923年（大正12年）の夏にイヴォンヌと出会い、『婦人の肖像』を描く。その女性と恋に落ち、聖子にとっての異母弟・ジョルジュが1929年（昭和4年）に生まれるが、その子を置いて日本に帰国する。
しばらくは一家三人で小石川武島町に住むが、聖子の母・秋田富子（1909年（明治42年） - 1948年（昭和23年）12月23日）が肺浸潤に侵されて入院したため、1931年（昭和6年）、伊豆の静浦に移り住む。その後、点々とした後、倭衛は朝鮮にスケッチ旅行に行こうと向かった博多で、芸者の高橋操と恋愛関係になり、聖子の異母妹・葉子と異母弟・木平（もくべえ）が生まれる。
母・富子は、太宰治の三鷹時代に深く親交する。太宰の『水仙』や遺作となった『グッド・バイ』などのモデルとなった。若い時分から体を壊し、腎臓結核や脊椎カリエスにも罹患し、耳が不自由となる。『水仙』の文中にある「雨の音も、風の音も、私にはなんにも聞えませぬ。サイレントの映画のようで、おそろしいくらい、淋しい夕暮です。」は、富子が太宰治に宛てた手紙の一部がそのまま使われている。また、『グッド・バイ』では富子をモデルとした「かつぎ屋」が登場している。聖子も『メリイクリスマス』の中でモデルとなっている。

## 著書
- 『風紋五十年』パブリック・ブレイン、2012年、ISBN 978-4-434-16699-0。